# Bombardero en picado

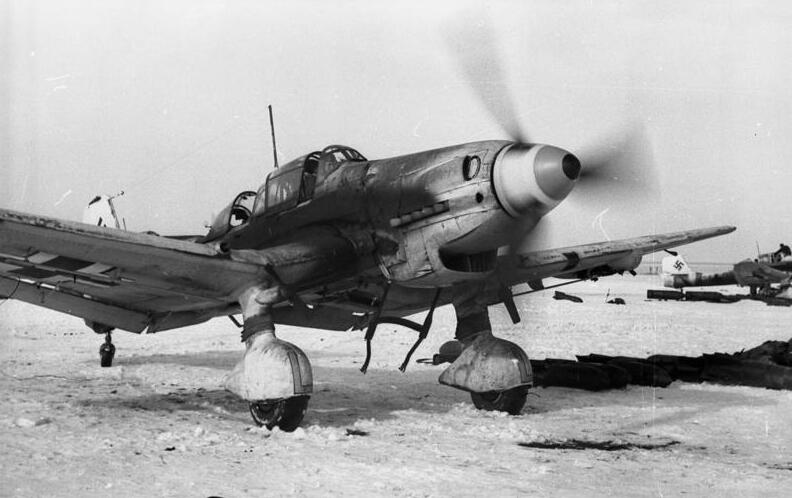
Un Junkers Ju 87 o Stuka.

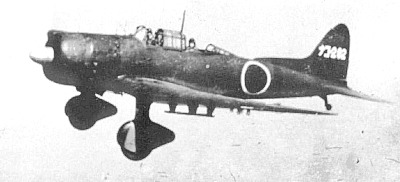
Un Aichi D3A2.

Un bombardero en picado es un tipo de bombardero que hace un picado directamente hacia su objetivo, consiguiendo gran precisión y limitando el tiempo de exposición al fuego antiaéreo. Este tipo de avión se usó extensamente durante la Segunda Guerra Mundial, pero se tornó obsoleto debido al desarrollo de armas como los misiles o las bombas inteligentes.

## Descripción
Al picar casi verticalmente en la misma dirección que seguían las bombas, y lanzarlas a gran velocidad hacia su objetivo, se conseguía alcanzar blancos pequeños o en movimiento con relativa facilidad. Además, no era necesario un equipamiento de gran exactitud para lanzar las bombas, como la complicada mira Norden. Los bombarderos en picado se usaron frecuentemente contra puentes y barcos. Contra estos últimos tenían además una ventaja, y era que el blindaje en cubierta de los barcos solía ser el menos grueso de toda la nave.

## Bombarderos en picado destacables
- Aichi D3A "Val"
- Blackburn Skua
- Breda Ba.65
- Curtiss SB2C Helldiver
- Douglas SBD Dauntless
- Fairey Barracuda
- Junkers Ju 87
- Junkers Ju 88
- Heinkel He 118
- Henschel Hs 123
- Henschel Hs 129
- Petlyakov Pe-2
- Yokosuka D4Y

## Introducción

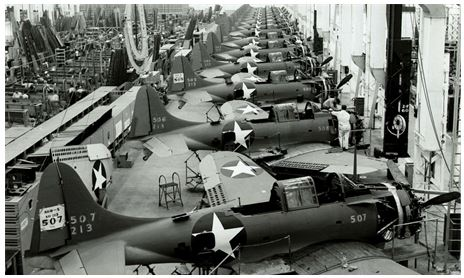
Vista de montaje final de los bombarderos en picado SBD Dauntless en 1943 en la planta de Douglas Aircraft Company en El Segundo (California). Los frenos de picado son visibles detrás de las alas.

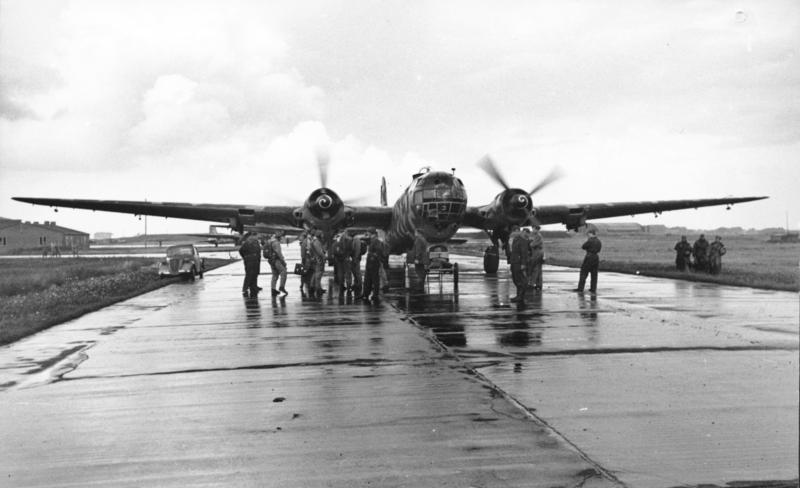
Bombardero pesado alemán Heinkel He 177, inicialmente concebido para efectuar picados.

Un bombardero en picado desciende en un ángulo pronunciado, normalmente entre 45 y 60 grados o incluso hasta un picado casi vertical de 80 grados con el Junkers Ju 87, y por lo tanto, requiere realizar una brusca maniobra de recuperación después de lanzar sus bombas, lo que ejerce una gran presión sobre el piloto y el avión. En consecuencia, es necesario utilizar aviones de construcción robusta, dotados con algunos medios especiales para frenar el picado. Estas exigencias limitaron los aviones aptos para este cometido a diseños de bombardero ligero con cargas de municiones en el rango de las 1000 lb (453,6 kg), aunque se dieron algunos ejemplos con bombas mayores. Los ejemplos más famosos son el Junkers Ju 87 Stuka, ampliamente utilizado durante las etapas iniciales de la Segunda Guerra Mundial, el bombardero en picado Aichi D3A "Val", que hundió más buques de guerra aliados durante la guerra que cualquier otro avión del eje, y el Douglas SBD Dauntless, que hundió más barcos japoneses que cualquier otro tipo de avión aliado. El SBD Dauntless contribuyó a ganar la batalla de Midway, jugó un papel decisivo en la victoria en la batalla del mar del Coral y luchó en todas las batallas contra aviones de transporte.
Una técnica alternativa, el bombardeo de planeo (glide-bombing en inglés), en la que el ángulo de ataque es más reducido (no superándose los 60 grados de inclinación), permitió el uso de aviones más pesados, capaces de enfrentarse a dificultades menores que las que implica recuperarse de una aproximación en picado. En este caso, al no ser tan directa la trayectoria de las bombas, fue necesario desarrollar sofisticadas miras de bombardeo y técnicas de puntería, normalmente a cargo de un miembro especializado de la tripulación, algo habitual en este tipo de bombarderos multimotores, como las variantes del Junkers Ju 88 y Petliakov Pe-2. El avión más pesado que incluyó el bombardeo en picado en su diseño y desarrollo, el Heinkel He 177 (que curiosamente, contaba con cuatro motores en dos parejas pero accionando solo dos hélices), también se diseñó para el bombardeo de planeo, pero las exigencias del bombardeo en picado retrasaron su desarrollo y perjudicaron su rendimiento general.
El uso de bombarderos en picado se dio sobre todo antes y durante la Segunda Guerra Mundial; pero disminuyó a lo largo de la guerra, cuando se hizo evidente su vulnerabilidad ante los cazas enemigos. En la era de la posguerra, este papel fue reemplazado por una combinación de miras de bombardeo mejoradas y automatizadas, armas más grandes e incluso armas nucleares que redujeron en gran medida la necesidad de precisión, y finalmente, por las armas guiadas cuando estuvieron disponibles en la década de 1960. La mayoría de las aeronaves de bombardeo táctico permiten bombardear con descensos poco inclinados para mantener el objetivo visible, pero los verdaderos bombarderos en picado no han sido parte de las fuerzas militares desde el comienzo de la era de los reactores.

## Precisión de bombardeo

### Bombardeo horizontal
Cuando se libera de un avión, una bomba lleva consigo la velocidad del avión. En el caso de un bombardero volando horizontalmente, la bomba inicialmente se desplaza hacia adelante. El arrastre del aire se opone a este movimiento hacia adelante, disminuyéndolo gradualmente hasta anularlo. Además, la gravedad hace que la bomba se acelere verticalmente en cuanto empieza a caer. La combinación de estas dos fuerzas, arrastre y gravedad, da como resultado un trayectoria pseudo-parabólica compleja.
La distancia a la que avanza la bomba mientras cae se conoce como su alcance. Si se calcula para un conjunto dado de condiciones, se puede usar trigonometría simple para determinar el ángulo formado por la visual entre la aeronave y el objetivo cuando se lanza la bomba, de forma que se alcance el objetivo. Al configurar el visor de bombardero según este "ángulo de alcance", la aeronave puede cronometrar la caída de sus bombas en el instante en que el objetivo está alineado en la mira. Sin embargo, esto solo es efectivo para el "bombardeo zonal", ya que la trayectoria de la bomba solo se estima aproximadamente. Las grandes formaciones podían lanzar bombas en un área con la expectativa de alcanzar un objetivo específico, pero no había garantía de éxito, siendo alcanzadas además grandes áreas alrededor del objetivo. La ventaja de este enfoque consiste en que es una idea relativamente sencilla poder construir un avión de este tipo y volarlo a gran altitud, manteniéndolo fuera del alcance de las defensas terrestres.
En consecuencia, el bombardero horizontal no era adecuado para el bombardeo táctico, especialmente en apoyo cercano a las propias tropas. Los intentos de utilizar bombardeos a gran altitud en las proximidades de las tropas a menudo terminan en tragedia, con bombas que impactan tanto en sus objetivos como en tropas amigas de forma indiscriminada. Al atacar barcos, los problemas de inexactitud se vieron aumentados por el hecho de que el objetivo podría estar en movimiento, con la posibilidad de cambiar su dirección desde el momento en que se lanzaran las bombas. Los ataques con éxito contra buques realizados por bombarderos horizontales fueron extremadamente raros. Un ejemplo de este problema se puede ver en los intentos de atacar a los portaaviones japoneses usando B-17 y B-26 en altitud al principio de la batalla de Midway, sin impactos registrados. El acorazado alemán Tirpitz fue sometido a innumerables ataques, muchos mientras estaba en el muelle e inmóvil, pero no fue hundido hasta que los británicos utilizaron las enormes bombas Tallboy de 12 000 lb (5443,1 kg) para garantizar que incluso un impacto suficientemente cercano fuera efectivo.

### Bombardeo en picado

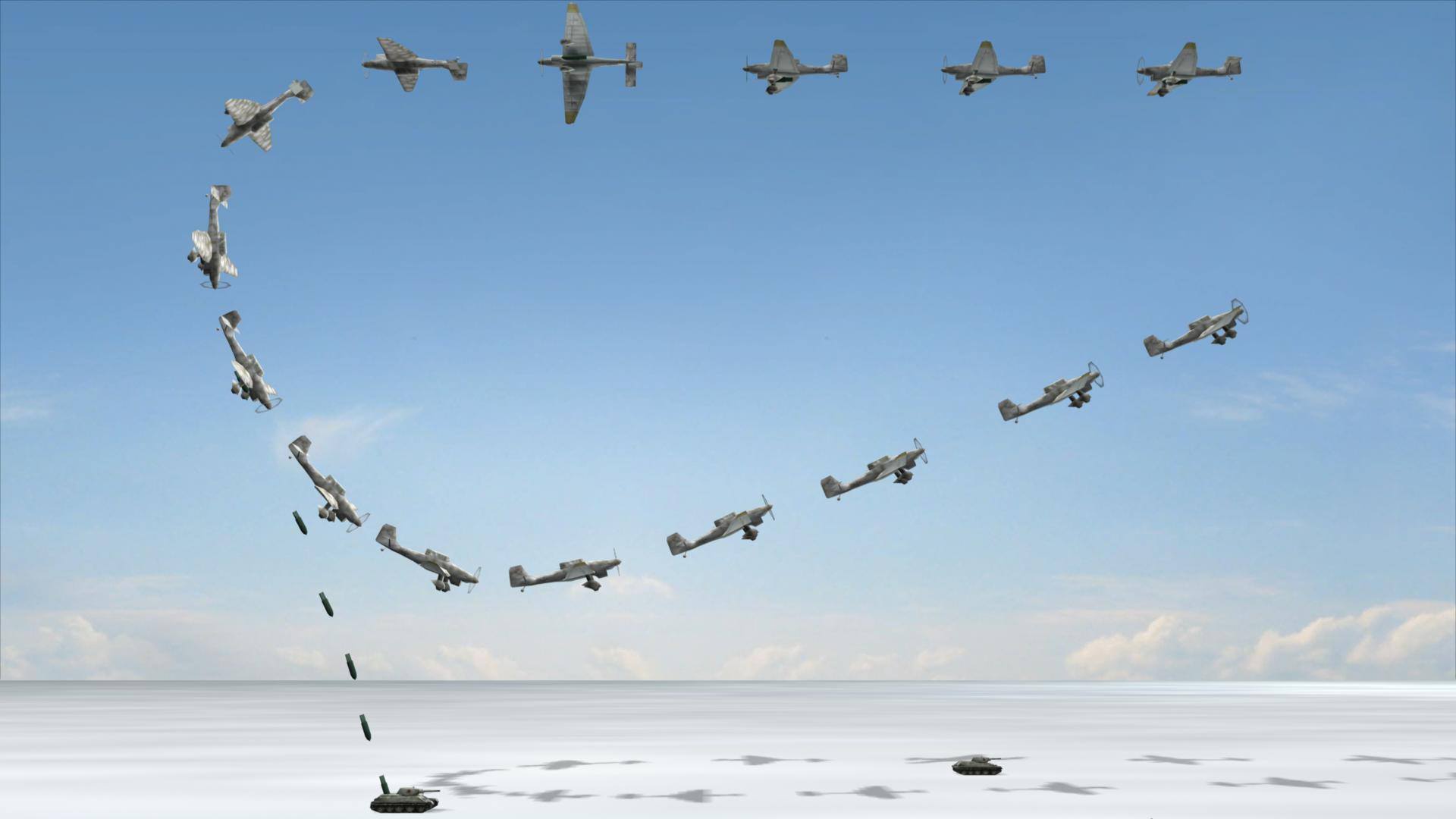
Gráfico del vuelo de un Stuka realizando un ataque en picado.

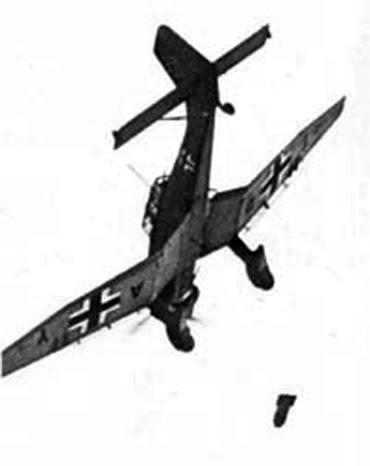
Un Stuka lanzando una bomba en pleno picado.

Un avión que pica verticalmente minimiza su componente de velocidad horizontal. Cuando se lanza la bomba, la fuerza de la gravedad simplemente aumenta su velocidad en su trayectoria casi vertical. La bomba viaja en una línea virtualmente recta entre el punto de lanzamiento y el de impacto, eliminando la necesidad de cálculos complejos. El avión simplemente apunta al objetivo y lanza sus bombas. La principal fuente de error es el efecto del viento en la trayectoria de vuelo de la bomba después de su lanzamiento. Como las bombas son aerodinámicas y pesadas, el viento solo tiene un ligero efecto sobre ellas y es probable que la bomba caiga dentro del radio letal del objetivo.
El sistema de puntería se vuelve trivial, requiriendo solo una línea de visión recta hacia el objetivo, algo realmente sencillo cuando la aeronave apuntaba directamente al objetivo gracias a la visibilidad directa por encima del morro del avión. Las diferencias en la trayectoria de las diferentes bombas debido a las diferentes trayectorias balísticas se pueden corregir seleccionando una altitud de bombardeo estandarizada y luego ajustando ligeramente el ángulo de picado para cada caso. A medida que el bombardero desciende, el objetivo se puede ajustar continuamente. Por el contrario, cuando un bombardero horizontal vira fuera de línea mientras se acerca al punto de lanzamiento de la bomba, modificar al ángulo para reajustar la puntería también modificaría la velocidad relativa del avión con respecto al suelo, alterando el alcance de las bombas.
En la década de 1930 y principios de la de 1940, el bombardeo en picado era el mejor método para atacar con precisión objetivos localizados de alto valor, como puentes y buques. Las fuerzas generadas cuando la aeronave se nivela para recuperarse del picado son considerables. El inconveniente de modificar y reforzar una aeronave para que sea capaz de realizar picados casi verticales fue la pérdida de rendimiento. Aparte de los requisitos de mayor resistencia, durante el vuelo horizontal normal, las aeronaves generalmente están diseñadas para volver al vuelo recto y nivelado, pero cuando se inicia un picado, el piloto debe aplicar una fuerza considerable para mantener el morro hacia abajo y vencer la tendencia del avión a nivelarse por sí mismo, con la correspondiente disminución de la precisión. Para compensar este problema, muchos bombarderos en picado incluyeron flaps de picado especiales o configuraciones de cola que debían reajustarse cuando se completaba el picado.
El Vultee A-31 Vengeance, utilizado principalmente por la RAF y la RAAF en Birmania, se diseñó para poder picar con una configuración de flaps sin necesidad de regular los mandos de elevación (lo que hubiera podido distorsionar la trayectoria). Sin embargo, en vuelo nivelado tenía tendencia a levantar el morro, aumentando su resistencia al aire. La imposibilidad de reajustar el sistema de flaps hacía que fuera difícil o incluso imposible recuperar una aeronave que hubiese iniciado un vuelo en picado.
Un bombardero en picado era vulnerable a la defensa antiaérea de baja cota mientras se lanzaba hacia su objetivo, ya que a menudo se dirigía en línea recta directamente hacia los defensores. A mayor altura, esto era un problema menor, puesto que los proyectiles antiaéreos estaban ajustados para explotar a altitudes específicas, algo prácticamente imposible de determinar mientras el avión vuela en picado. Además, la mayoría de los sistemas de artillería de mayor altitud estaban diseñados para calcular el movimiento lateral de un objetivo; mientras que durante un picado el avión visto desde el objetivo parece casi inmóvil. Por último, muchos sistemas antiaéreos carecían de la velocidad de ajuste necesaria para poder disparar directamente a una aeronave cercana, por lo que los bombarderos en picado casi nunca estaban expuestos al fuego desde adelante.
Los frenos de picado se emplearon en muchos diseños para crear un efecto de arrastre que ralentizaba la aeronave  durante el picado, aumentando la precisión. Los aerofrenos en los aviones modernos funcionan de manera similar para reducir excesos de velocidad.

## Historia

### Orígenes

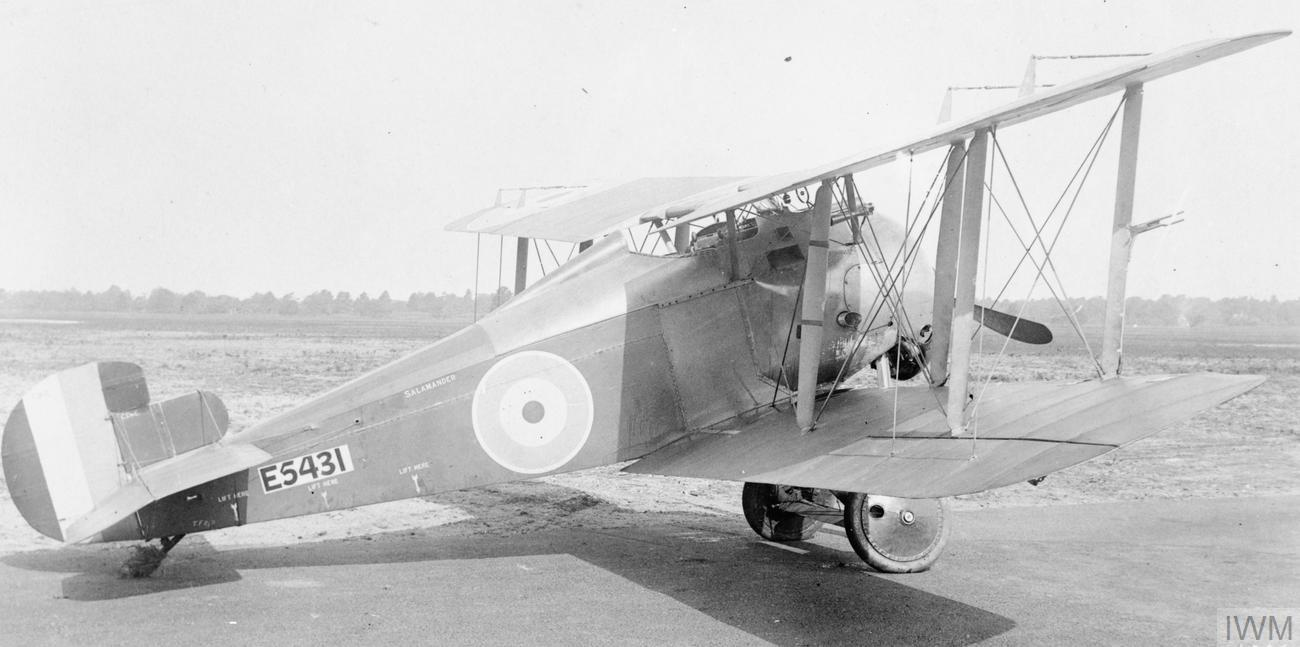
Tercer prototipo del Sopwith TF.2 Salamander.

Es difícil establecer cómo se originó el bombardeo en picado. Durante Primera Guerra Mundial, el Real Cuerpo Aéreo (RFC) encontró que sus bombarderos biplanos de dos asientos no eran lo suficientemente precisos en las operaciones del Frente Occidental. Los comandantes instaron a los pilotos a descender desde su altitud de crucero por debajo de 500 pies (152,4 m) para poder alcanzar con mayor precisión objetivos pequeños, como emplazamientos de armas y trincheras. Esto exponía a la aeronave y a su tripulación a un destructivo fuego terrestre en sus cabinas abiertas desprotegidas, por lo que pocos siguieron este orden. Algunos pilotos anotaron en los libros de registro la altura máxima y mínima de estas maniobras de descenso, pero no la inclinación con la que se realizaron. Ciertamente, no se aproximaban a la vertical, ya que estos primeros aviones no podían soportar las tensiones de un picado vertical sostenido.
El Real Servicio Aéreo Naval estaba bombardeando las bases de los zepelines en Alemania y en la Bélgica ocupada y consideró que valía la pena picar contra estos hangares para asegurar un impacto, a pesar del aumento de bajas por el fuego terrestre. Nuevamente, no se anotó el ángulo de picado en estos ataques.
A partir del 18 de junio de 1918, la Real Fuerza Aérea británica (RAF), sucesora del RFC, encargó un gran número de Sopwith TF.2 Salamander, un biplano de un solo asiento. El "TF" significaba "Trench Fighter", siendo diseñado para atacar las trincheras enemigas tanto con sus ametralladoras Vickers .303 como con bombas de 25 lb (11,3 kg). De los 37 Salamander producidos antes de finales de octubre de 1918, solo dos llegaron a Francia, y la guerra terminó antes de que entraran en acción. Si en un lenguaje más moderno, el Salamander se puede considerar como un cazabombardero o como un bombardero en picado depende de la definición de "picado". Tenía protección blindada para el piloto y un sistema de combustible para atacar a bajo nivel, pero carecía de frenos de picado para un picado vertical.
Las fuertes bajas resultantes de los ataques aire-tierra contra las trincheras provocaron que los mandos de la recién formada RAF acabaran siendo contrarios a los bombardeos en picado. No sería hasta 1934 cuando el Ministerio del Aire británico emitió especificaciones para producir bombarderos en picado tanto terrestres como para ser embarcados en portaviones. La RAF acabó postergando la idea, relegando al bombardero en picado Hawker Henley a otras funciones, mientras que se esperaba que el Blackburn B-24 Skua de la Aviación de la Flota cumpliera una doble función: como caza cuando estaba fuera del alcance del apoyo de los cazas terrestres y como bombardero en picado. Poseía frenos de picado que se aterrizaban como flaps para el aterrizaje en los portaaviones. El Hawker Henley tenía una velocidad máxima tan solo 50 mph (80,5 km/h) más lenta que el caza Hawker Hurricane del que se derivó. Las armadas estadounidense y japonesa y la Luftwaffe alemana eligieron bombarderos en picado vertical cuya baja velocidad tuvo consecuencias nefastas cuando se encontraron con cazas modernos.

### Primera Guerra Mundial

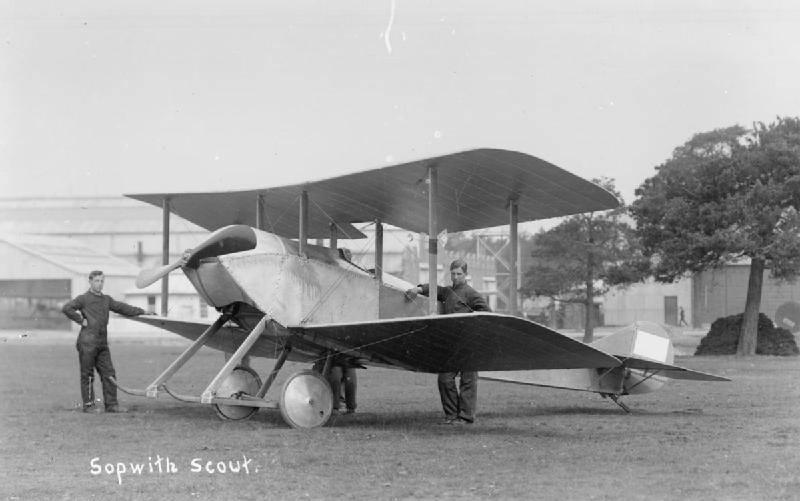
Sopwith Tabloid.

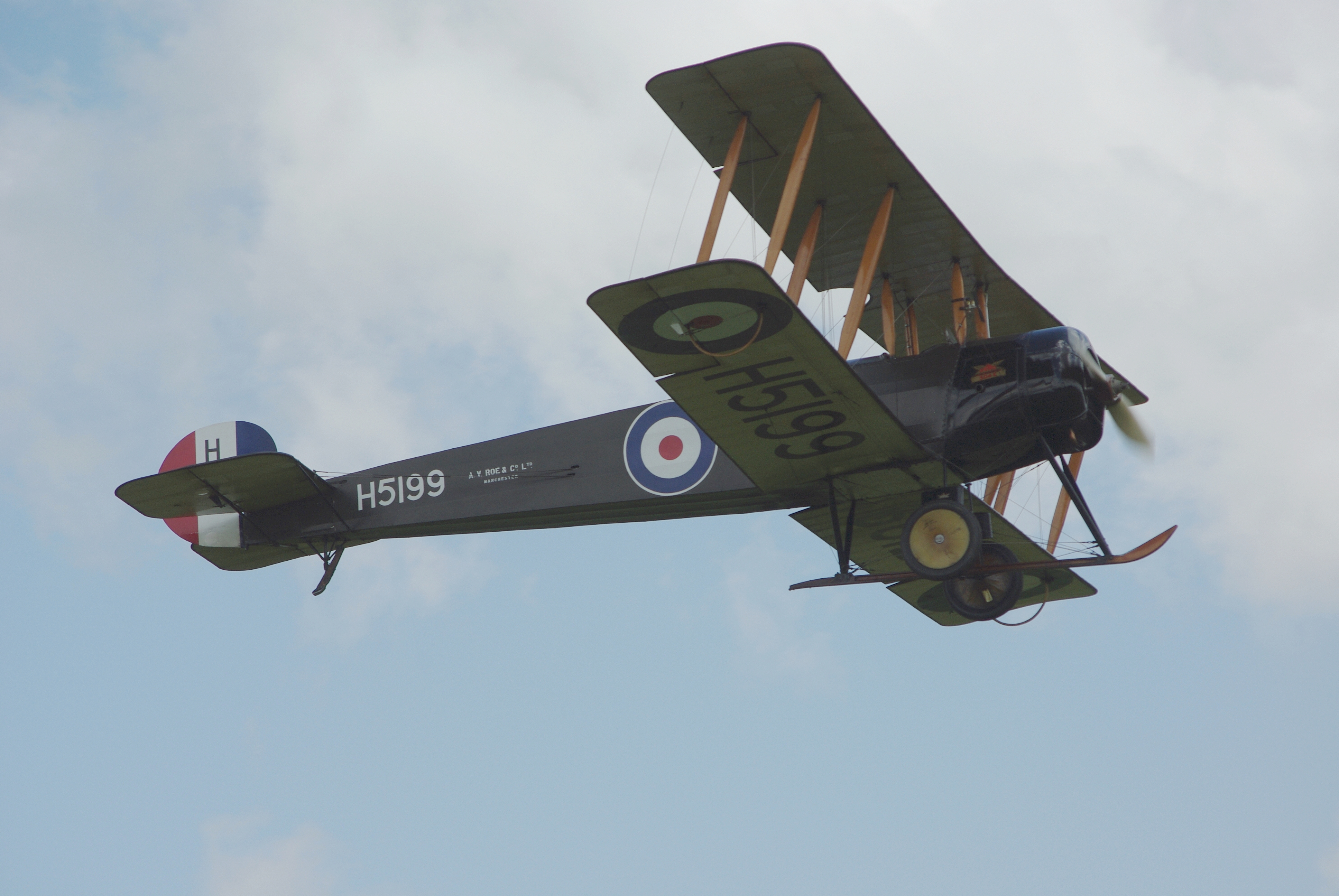
Avro 504.

El Real Servicio Aéreo Naval desarrolló el bombardeo en picado como táctica contra los hangares de los Zeppelin, y formó y entrenó un escuadrón en Mánchester para esta tarea. El 8 de octubre de 1914, un Sopwith Tabloid con dos bombas de 50 lb (22,7 kg) atacó un hangar en Düsseldorf después de un picado de 600 pies (182,9 m). El 14 de noviembre de 1914, cuatro Avro 504 atacaron la fábrica de Zeppelin en Friedrichshafen junto al lago de Constanza, picando desde 1200 pies (365,8 m) a 500 pies (152,4 m) para asegurar los impactos. Como los dirigibles estaban estacionados cerca de las reservas de hidrógeno, los resultados a menudo eran espectaculares.
El primer uso del bombardeo en picado por parte del RFC, que había estado instando a sus pilotos a lanzar bombas a alturas por debajo de 500 pies (152,4 m) para impactar dentro un radio de 150 pies (45,7 m) respecto al objetivo desde febrero de 1915, se produjo ese mismo año. El 27 de noviembre de 1915, el teniente Duncan Grinnell-Milne alcanzó con su B.E.2 el haz de vías de clasificación de trenes cerca de Lys, en el norte de Francia, para encontrar el objetivo ya castigado por otros bombarderos. Realizó un picado de 10 000 pies (3048,0 m) a 2000 pies (609,6 m) antes de lanzar sus bombas de 20 lb (9,1 kg). Unas semanas más tarde, el teniente Arthur Gould picó hasta 100 pies (30,5 m) para atacar unos edificios cerca de Arras.
El Royal Flying Corps desarrolló el uso de aviones en picado en misiones de ametrallamiento combinadas con bombas pequeñas como táctica deliberada. En la batalla de Cambrai librada el 20 de noviembre de 1917, se utilizaron 320 tanques Mark IV y 300 aviones, en su mayoría Sopwith Camel y Airco DH.5 con bombas de 20 lb (9,1 kg), para sustituir a la artillería y a las ametralladoras. El costo en pilotos fue muy alto, con bajas que algunos días llegaron al 30 por ciento. Sin embargo, el impacto inicial en Cambrai fue considerable, y se consideró un éxito. El oficial de estado mayor del Cuerpo Real de Tanques, el teniente coronel J. F. C. Fuller publicó una serie de conclusiones, que más adelante serían retomadas por Heinz Guderian, sirviendo de base a las tácticas de la guerra relámpago que incluían el uso de bombarderos en picado combinados con tanques, tal como pusieron en práctica los alemanes en 1939-1940.
El segundo teniente William Henry Brown, un canadiense de la Columbia Británica que servía en el RFC y que volaba un Royal Aircraft Factory S.E.5, realizó el primer ataque a un buque el 14 de marzo de 1918, destruyendo una barcaza de municiones en un canal en Bernot, cerca de San Quintín, picando 500 pies (152,4 m) para lanzar sus bombas. Se le otorgó la Cruz Militar por esta y otras hazañas. La técnica de Brown fue emulada por otros escuadrones británicos. Pero las numerosas bajas sufridas por los pilotos desprotegidos ensombrecieron los resultados e influyeron en el pensamiento de la RAF durante los 20 años siguientes.

### Época de entreguerras

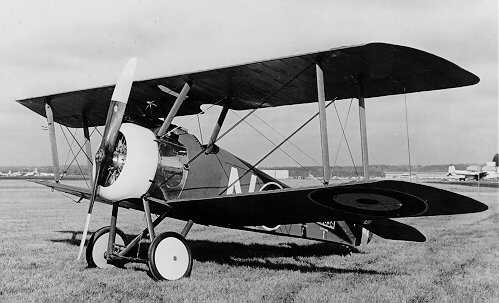
Sopwith Camel.

El Royal Flying Corps quedó inicialmente impresionado con el potencial del bombardero en picado, pero era consciente del elevado riesgo que entrañaba. Realizó una serie de pruebas en la estación experimental de armamento de Orfordness en Suffolk. Los Sopwith Camel y Royal Aircraft Factory S.E.5 se utilizaron a principios de 1918 para lanzar bombas en picado desde varias alturas, con diferentes tipos de bombas y con y sin el uso del sistema de puntería Aldis, que se había inventado en 1916 para ayudar a los pilotos a calcular la desviación necesaria para ametrallar un avión enemigo en movimiento. En principio, se obvió la necesidad de un picado vertical. Los resultados mostraron que lo mejor era un picado vertical según el viento observado. Pero los resultados no se consideraron lo suficientemente buenos como para justificar las bajas esperadas. La Royal Air Force, que se hizo cargo tanto de los aviones del ejército como de los de la aviación naval en abril de 1918, retiró sus bombarderos en picado Sopwith Salamander al final de la guerra.
El coronel, más tarde general William Mitchell, llegó a Francia con las primeras unidades del Ejército y la Fuerza Aérea de los EE. UU. poco después del 6 de abril de 1917 y comenzó a organizar el cuerpo de vuelo estadounidense volando con los Salmson 2 franceses, un avión de observación. El Salmson 4 posterior iba a ser un avión de ataque terrestre y bombardero en picado, pero la producción se canceló al final de la guerra. Mitchell se convirtió en un firme defensor de los bombarderos en picado después de presenciar los ataques aéreos británicos y franceses. Cuando accedió al cargo de subdirector del Servicio Aéreo estadounidense organizó pruebas con barcos alemanes capturados y barcos estadounidenses obsoletos en junio y julio de 1921, ensayos que repitió durante los dos años siguientes utilizando Royal Aircraft Factory S.E.5 como bombarderos en picado y Handley Page O/400 y Martin NBS-1 como bombarderos de vuelo horizontal con bombas de diferentes pesos (de hasta 2000 lb (907,2 kg)). Primero se hundió el SMS Ostfriesland, al que siguieron el USS Alabama, el USS Virginia y el USS New Jersey.
La RAF y el USAS sacaron conclusiones opuestas, de dos pruebas muy diferentes con respecto a la utilidad de los bombarderos en picado, con la RAF concluyendo que el costo en pilotos era demasiado alto para justificar los resultados y el USAS considerándolo como una potente arma antibuque. Ambos estados mayores se opusieron al punto de vista de los respectivos aviadores.
En 1919, el piloto de los marines (USMC), el teniente LH Sanderson montó un rifle frente al parabrisas de su Curtiss JN4 Jenny (un avión de entrenamiento) como un visor de bombardero improvisado, cargó una bomba en una bolsa de lona unida a la parte inferior del avión e hizo un solo ataque en apoyo de las tropas del USMC atrapadas por los haitianos durante la ocupación estadounidense de Haití. La bomba de Sanderson alcanzó su objetivo, y se repitieron ataques similares. Durante 1920, Sanderson familiarizó a los aviadores de las unidades del USMC en la costa atlántica con las técnicas de bombardeo en picado. También se utilizó durante la ocupación estadounidense de Nicaragua.
A medida que los aviones se hicieron más potentes, el bombardeo en picado se convirtió en una táctica preferente, especialmente contra objetivos pequeños como barcos. La Armada de los Estados Unidos superó su hostilidad hacia los hallazgos de Mitchell y desplegó el biplano Curtiss Falcon de 1925 en sus portaaviones, mientras que el Cuerpo de Marines los operó desde bases terrestres como Helldiver, un nombre que luego Curtiss reutilizó para otros bombarderos en picado.

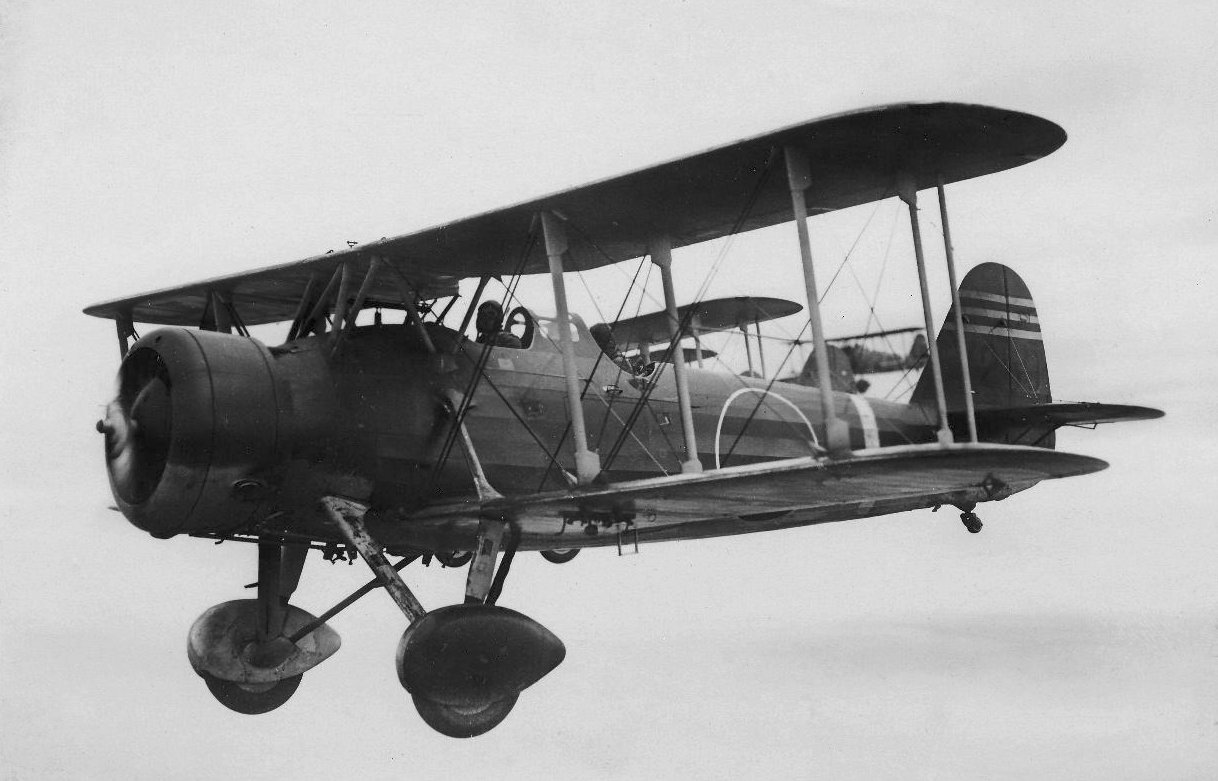
El Aichi D1A2, un bombardero en picado japonés embarcado.

La Armada Imperial Japonesa realizó un pedido del Heinkel He 50 en 1931 para usarse como hidroavión y bombardero en picado naval, y embarcó algunos en sus nuevos portaaviones desde 1935. Posteriormente, el Aichi D1A se convirtió en un desarrollo japonés del Heinkel He 66. La Luftwaffe confiscó un envío de exportación a china, y Japón solicitó más unidades.
Las armadas operaban cada vez más con portaaviones, que tenían un número limitado de aviones disponibles para atacar, cada uno con solo una pequeña carga de bombas. Era probable que los objetivos fueran pequeños o rápidos y la necesidad de precisión hacía que los bombarderos en picado fueran esenciales.
Ernst Udet, un as alemán de la Primera Guerra Mundial, convenció a Hermann Göring de que comprara dos Curtiss P-6 Hawk para la Luftwaffe recién reformada. Udet, entonces piloto acrobático, voló uno en exhibiciones durante los Juegos Olímpicos de Berlín 1936. Debido a sus conexiones con el partido nazi, se convirtió en el director de desarrollo del Ministerio del Aire del Reich, donde impulsó el desarrollo de bombarderos en picado.
El bombardeo en picado permitiría que una Luftwaffe todavía con un presupuesto reducido operara de manera efectiva en el papel táctico. Contra objetivos pequeños, un bombardero en picado monomotor podría lograr cuatro veces la precisión a una décima parte del costo de un bombardero pesado de cuatro motores, como el proyectado bombardero Ural, y podía llegar al campo de batalla mucho antes que la artillería de campaña. Pronto, la Luftwaffe licitó un contrato para su propio diseño de bombardero en picado, del que resultó el Junkers K 47, que tras extensas pruebas se convertiría en el Junkers Ju 87 Stuka (una contracción de Sturzkampfflugzeug, literalmente "avión de combate en picado").
Varios de los primeros bombarderos en picado Junkers Ju 87, que volaron por primera vez el 13 de septiembre de 1935, fueron enviados en secreto desde Alemania a España para ayudar a los rebeldes nacionalistas del general Francisco Franco en la guerra civil española. Se evidenciaron varios problemas, incluida la tendencia del tren de aterrizaje fijo a hundirse en un terreno blando y la imposibilidad de despegar con una carga de bombas completa. La experiencia de la Legión Cóndor en España demostró el valor de los bombarderos en picado, especialmente en la moral de las tropas o civiles desprovistos de cobertura aérea. La aeronave no encontró la oposición de cazas modernos, lo que ocultó su vulnerabilidad a la Luftwaffe. Udet quedó impresionado con la eficacia del Stuka en España, por lo que ordenó que el bombardero mediano Junkers Ju 88 también se reequipara como bombardero en picado. Así mismo, insistió (contra la opinión de Ernst Heinkel), en que el bombardero Heinkel He 177, encargado en noviembre de 1937, pudiera lanzar una bomba en picado. La falta de un motor lo suficientemente potente y fiable comprometió fatalmente su utilidad, y de hecho, nunca pudo operar como un bombardero en picado y el requisito finalmente se eliminó.
Unos 23 Breda Ba.65 fueron volados por pilotos italianos también en apoyo de las Fuerzas Nacionalistas. El Breda, que había volado por primera vez en 1935, era un bombardero en picado de un solo asiento que llevaba la misma carga de bombas que el Stuka, pero con una ventaja de velocidad de 30 mph (48,3 km/h) en vuelo horizontal.

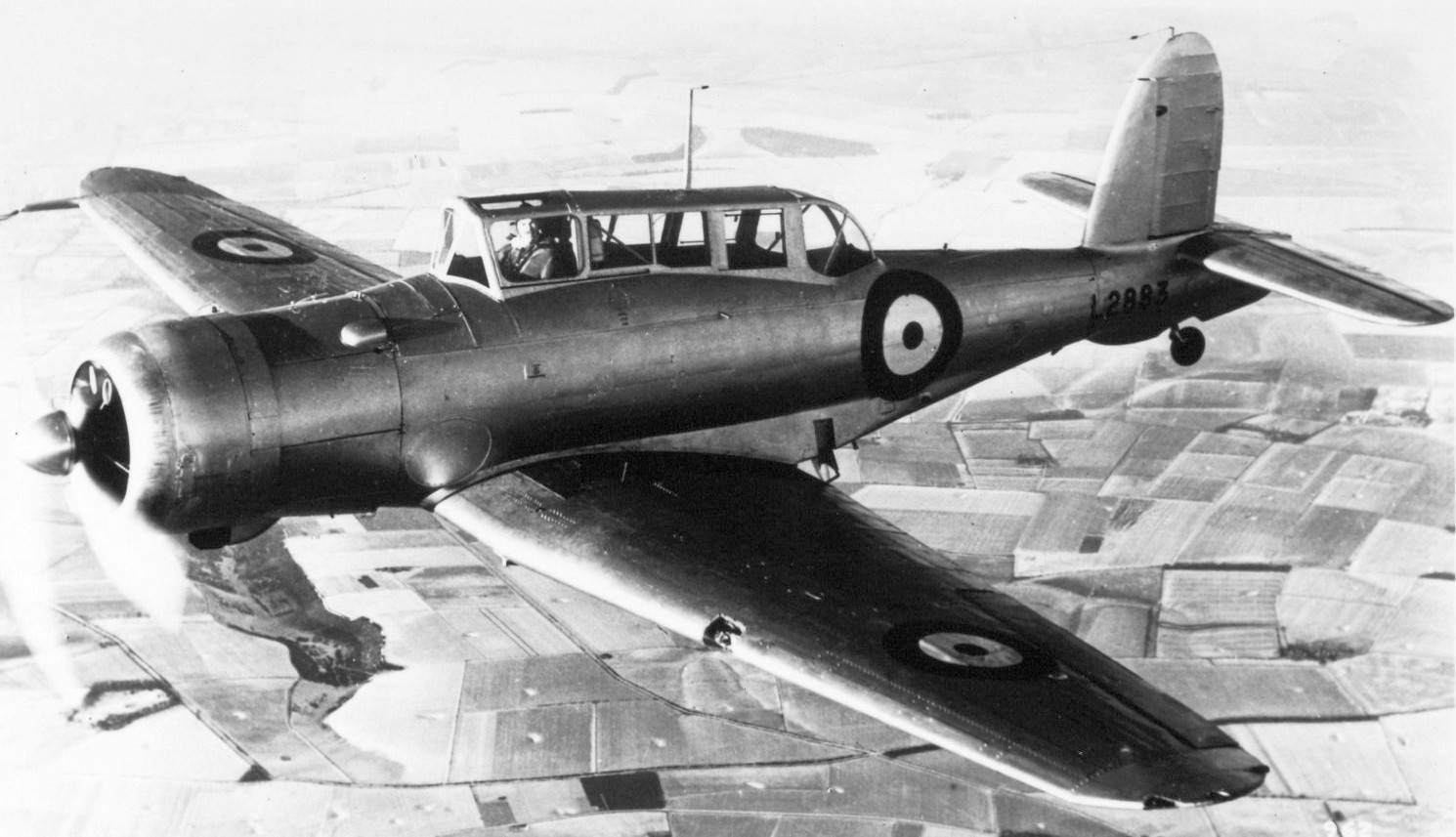
Blackburn Skua.

Cuando la Royal Navy tomó nuevamente el control de la Fleet Air Arm, comenzó a recibir los Fairey Swordfish desde 1936 y los Blackburn B-24 Skua desde noviembre de 1938. El Skua tenía una función secundaria de interceptar ataques de bombarderos de largo alcance sin escolta. Con cuatro ametralladoras Browning M1919 y otro cañón orientado hacia atrás, se esperaba que se defendiera de un ataque aéreo con una velocidad máxima de 225 mph (362,1 km/h) al nivel del mar, una velocidad a baja cota comparable con la de los cazas transportados por portaaviones de otras marinas en 1938-1939. El caza de flota dedicado de la Royal Navy (antes y después de la guerra) era el Gloster Gladiator. La Armada Imperial Japonesa (IJN) disponía del Mitsubishi A5M y la USN del Grumman F3F, nominalmente más rápidos que el Skua pero a una altitud mucho mayor; a bajas altitudes, el avión británico era comparable en velocidad y también estaba mejor armado. El Swordfish también era capaz de operar como bombardero en picado, y en 1939 el HMS Glorious usó su Swordfish para una serie de ensayos de bombardeo en picado, durante los cuales se lanzaron 439 bombas de práctica en ángulos de picado de 60, 67 y 70 grados, contra el barco objetivo HMS Centurion. Las pruebas contra un objetivo estacionario mostraron un error promedio de 49 yd (44,8 m) desde una altura de lanzamiento de 1300 pies (396,2 m) y un ángulo de picado de 70 grados. Las pruebas contra un objetivo en movimiento mostraron un error promedio de 44 yd (40,2 m) desde una altura de caída de 1800 pies (548,6 m) y un ángulo de picado de 60 grados. El Fairey Albacore también fue diseñado para actuar como bombardero en picado y se usó ampliamente en este papel durante la Segunda Guerra Mundial.
El Ministerio del Aire británico emitió la Especificación 4/34 en 1934 para un avión de ataque terrestre con capacidad de bombardeo en picado. El Hawker Henley era una versión de dos asientos del Hawker Hurricane, protagonista en la Batalla de Inglaterra. Alcanzaba casi 300 mph (482,8 km/h) al nivel del mar y 450 mph (724,2 km/h) en picado, pero su desarrollo se retrasó cuando la necesidad del Hurricane se hizo prioritaria. Solo se construyeron 200 unidades, y se relegó al remolque de objetivos. La RAF encargó el Vultee A-31 Vengeance construido en Estados Unidos en 1943, pero también fue relegado de manera similar al remolque de objetivos después de un breve período de operación en teatros secundarios.
El Curtiss SBC Helldiver era un bombardero en picado biplano que había sido llevado a bordo del USS Yorktown (CV-5) en 1934, pero era lento, alcanzando tan solo 234 mph (376,6 km/h). Pilotos de Curtiss llevaron cincuenta unidades (anteriormente pertenecientes a Marina de los EE. UU.) hasta Halifax en Nueva Escocia, Canadá, y se embarcaron en el portaaviones francés Béarn en un intento tardío de ayudar a Francia, que se rindió ante Alemania mientras estaban en el Atlántico medio. Cinco fuselajes abandonados en Halifax llegaron más tarde a la RAF, que los dedicó a la instrucción en tierra de sus mecánicos.
Los japoneses introdujeron el monoplano Aichi D3A Val como sucesor del biplano Aichi D1A en 1940, realizándose pruebas a bordo de los portaaviones Kaga y Akagi. Sería un arma potente contra los barcos de superficie.
Solo la Wehrmacht sacó provecho de la experiencia de la batalla de Cambrai en el uso de bombarderos en picado junto con tanques. Los escritos del coronel británico J. F. C. Fuller, un oficial de estado mayor, y de Basil Liddell Hart (un periodista militar) propusieron el concepto de fuerzas de tanques móviles apoyadas por aviones de ataque a tierra para lograr un gran avance. Estos documentos fueron estudiados con entusiasmo por el oficial del ejército alemán Heinz Guderian, quien creó la combinación de los Panzer y de los bombarderos en picado, que luego demostraron ser tan potentes en Polonia y Francia. El Ju 87 "Stuka" podía usarse como artillería aérea moviéndose muy por delante de las fuerzas principales equipadas con Panzers, con el fin de aplastar los puntos fuertes del enemigo sin tener que esperar a que llegara la artillería tirada por caballos. Era fundamental para el concepto de guerra relámpago, que requería una estrecha coordinación por radio entre aviones y tanques.
La RAF había elegido el Fairey Battle monomotor y el Bristol Blenheim bimotor como sus bombarderos tácticos. Ambos eran bombarderos de vuelo horizontal con cargas de bombas similares y entraron en servicio en 1937. El Cuerpo Aéreo del Ejército de los Estados Unidos (USAAC) adoptó el Douglas A-20 Havoc, que voló por primera vez en enero de 1939, para desempeñar un papel similar, aunque originalmente había sido encargado por Francia. Muchas unidades también serían suministradas a la Fuerza Aérea Soviética, que también utilizó el avión de ataque a tierra Ilyushin Il-2 Sturmovik en grandes cantidades. Ninguno de estos aviones eran bombarderos en picado propiamente dichos, y ninguna Fuerza Aérea Aliada operó un bombardero en picado moderno al estallar la Segunda Guerra Mundial, aunque tanto la Royal Navy como la Marina de los Estados Unidos tenían bombarderos en picado a bordo de sus portaaviones.

### Segunda Guerra Mundial

#### Teatro europeo

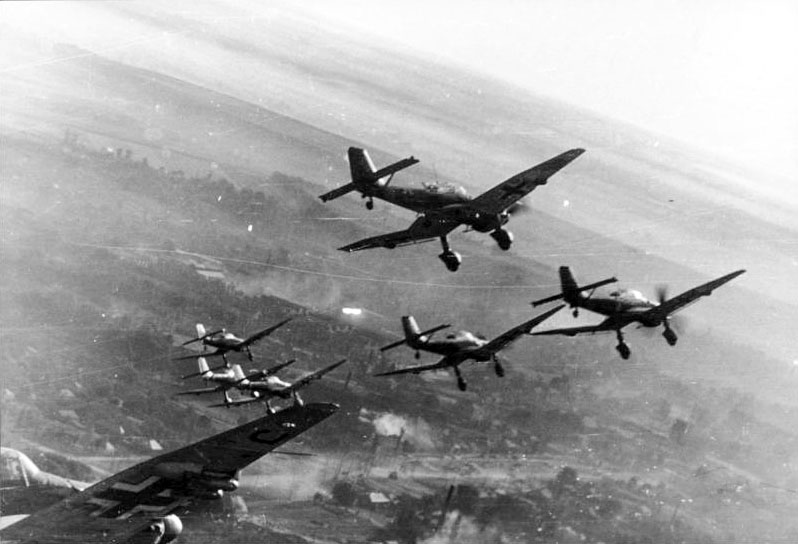
Ju 87D Stuka sobre el Frente Oriental (diciembre de 1943).

El 10 de abril de 1940, 16 Blackburn B-24 Skua de la Royal Navy británica que volaban a una distancia extrema de su base en Hatston, en las islas Orcadas, liderados por el teniente comandante William Lucy hundieron el crucero alemán Königsberg en el puerto de Bergen, mientras intentaban evitar la Operación Weserübung. Por entonces, en el lado alemán, los Stukas aumentaron o reemplazaron el apoyo de artillería para las unidades de paracaidistas de la Wehrmacht equipadas con armas ligeras.

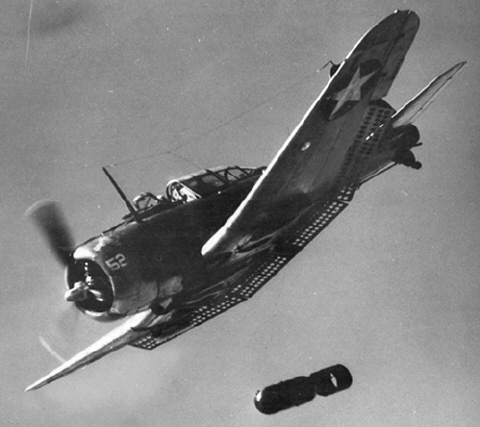
Un Douglas SBD Dauntless lanzando una bomba. Los frenos de picado están extendidos y son visibles detrás de las alas.

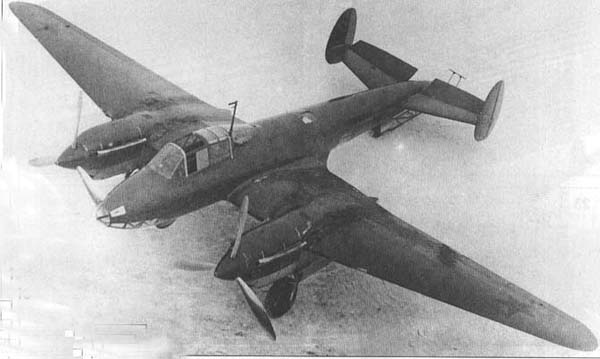
El Petliakov Pe-2, un bombardero en picado bimotor soviético.

La invasión alemana de Polonia de 1939 (de septiembre a octubre de 1939) y la batalla de Francia (de mayo a junio de 1940) vieron al Stuka utilizado con un efecto devastador. Las tácticas alemanas de la guerra relámpago implicaban el uso de bombarderos en picado en lugar de artillería para apoyar a las tropas terrestres dotadas de una gran movilidad. La Fuerza Expedicionaria Británica había establecido fuertes posiciones defensivas en la orilla oeste del río Oise para bloquear el rápido avance de los blindados alemanes. Los Stukas rompieron rápidamente las defensas y la Wehrmacht forzó el cruce del río mucho antes de que llegara la artillería alemana.
El 12/13 de mayo de 1940, los Stukas realizaron 300 salidas para atacar las sólidas posiciones defensivas francesas en la batalla de Sedán, lo que permitió a los atacantes lograr un avance rápido e inesperado a través de las líneas francesas, conduciendo finalmente al avance alemán hacia el Canal de la Mancha y al aislamiento de gran parte del ejército aliado.
Los cielos sobre Sedán también mostraron la debilidad de los Stuka cuando se encontraron con la oposición de los cazas aliados; seis Curtiss P-36 Hawk franceses atacaron una formación de Ju 87 sin escolta y derribaron a 11 de 12 sin perder ningún aparato. El Stuka era aún más vulnerable al Hawker Hurricane con su  velocidad máxima de 100 mph (160,9 km/h) y ocho ametralladoras, que se hizo evidente primero en Francia y luego en mayor número durante la batalla de Inglaterra (julio a octubre de 1940). Las pérdidas fueron tales que la Luftwaffe retiró rápidamente los Stukas de las operaciones en el Reino Unido. Un destino similar siguieron los Fairey Battle de la RAF sin escolta sobre Francia.
El Stuka tenía ametralladoras de 7.92 mm o cañones de 20 mm montados en las alas. Algunos fueron modificados para destruir tanques con cañones BK 37 (de 37 mm) montados en carcasas situadas debajo de las alas. Tuvieron mucho éxito en este papel en los primeros días de la Operación Barbarroja (1941), antes de que la Fuerza Aérea Soviética comenzara a utilizar cazas modernos como el Yakovlev Yak-1 y más tarde el Yakovlev Yak-3.
El piloto de bombarderos en picado más exitoso, Hans-Ulrich Rudel, realizó 2530 salidas. Hundió el Acorazado Soviético Marat en Kronstadt el 23 de septiembre de 1941 usando bombas de 1000 lb (453,6 kg). Más tarde, pilotando un Stuka  antitanque con un cañón de 20 mm, reclamó más de 100 tanques soviéticos destruidos, principalmente en la batalla de Kursk en julio de 1943. El Ju 87G Kanonenvogel, equipado con dos cañones antitanque BK 37 de 37 mm como sugirió Rudel, resultó ser un arma letal en manos expertas. En la contraofensiva soviética, la operación Kutúzov (julio a agosto de 1943), que concluyó la batalla de Kursk, la Luftwaffe reclamó 35 tanques destruidos en un solo día. Rudel coescribió un libro de posguerra sobre sus experiencias y fue consultor de la Fuerza Aérea de los Estados Unidos.
Cuando Italia se unió a la guerra (10 de junio de 1940) en el lado del Eje, la Regia Aeronautica envió los Breda Ba 65 al norte de África para su uso contra los británicos, pero también resultaron vulnerables. En febrero de 1941, los cazas británicos habían derribado la mayoría de los aviones italianos. En Marruecos, el 11 de noviembre de 1942, los Curtiss P-40 Warhawk estadounidenses derribaron 15 Ju 87D durante un encuentro.
Las Fuerzas Aéreas del Ejército de los Estados Unidos recibieron algunos North American P-51 Mustang de un pedido británico pero, como no había fondos para comprar más cazas, se modificaron como bombarderos en picado con un ala nueva y frenos de picado. Volado por primera vez en octubre de 1942 como North American A-36 Apache, llegaron a Marruecos en abril de 1943 para contribuir a la expulsión del Afrika Korps de África. El avión era muy rápido a baja altura. Lamentablemente, también era propenso a sufrir accidentes, registrando la mayor tasa de víctimas durante el entrenamiento de cualquier avión de la USAAF, y estaba oficialmente restringido a picados de no más de 70 grados. El Apache no voló con la RAF, pero sirvió con escuadrones estadounidenses en Sicilia, Italia y, a finales del verano de 1943, tenía su base en la India para su uso sobre Birmania y China. Demostró ser un excelente bombardero en picado y un buen caza: un as en Italia derribó cinco cazas alemanes.
Los bombarderos en picado Fairey Swordfish y Fairey Albacore de la Royal Navy y los bombarderos en picado Blackburn B-24 Skua fueron reemplazados por bombarderos en picado Fairey Barracuda, que realizaron repetidos ataques en picado contra el acorazado alemán Tirpitz, fondeado en un fiordo noruego durante 1944 protegido por redes antitorpedo. El 3 de abril de 1944, durante la operación Tungsteno, 42 aviones que volaban desde los portaaviones HMS Victorious y HMS Furious lograron 14 impactos con bombas de 500 lb (226,8 kg) y 1600 lb (725,7 kg), dejando el acorazado fuera de combate durante más de dos meses.
Las Fuerzas Armadas Soviéticas utilizaron el Arkhangelsky Ar-2 de 1940 a 1944 y el Petliakov Pe-2 de 1941 a 1954.

#### Teatro del Pacífico

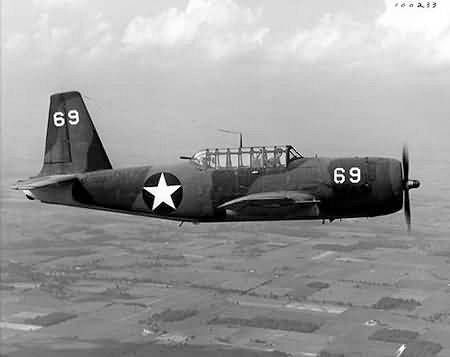
Vultee A-31 Vengeance.

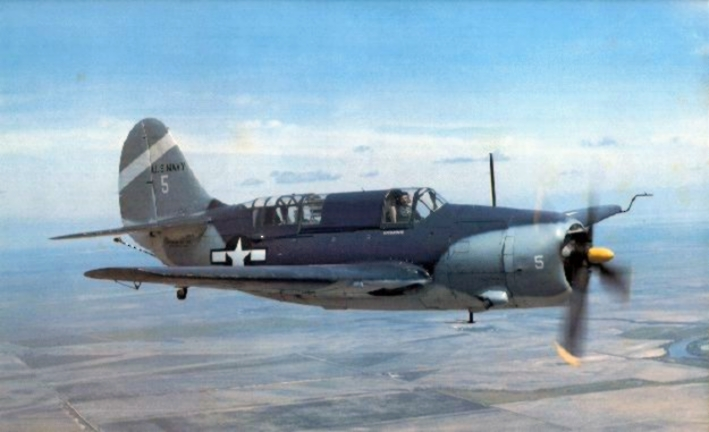
Curtiss SB2C Helldiver, bombardero en picado de la armada estadounidense.

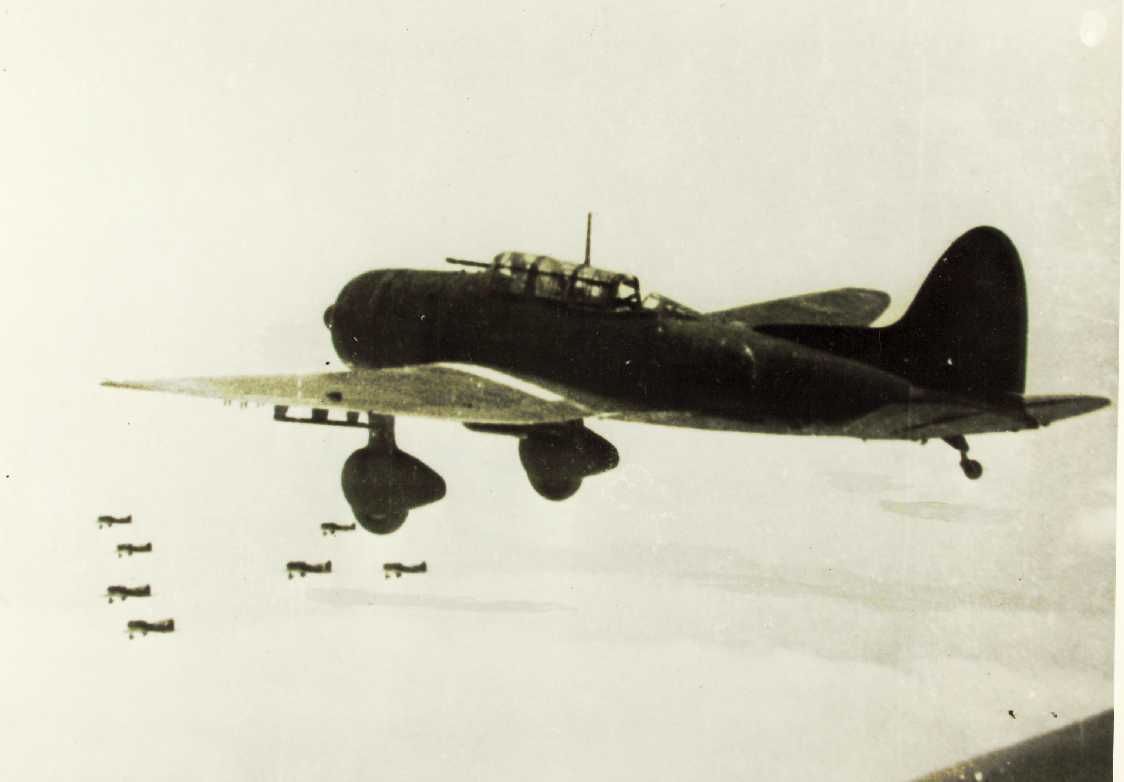
Una escuadrilla de Aichi D3A ("Val").

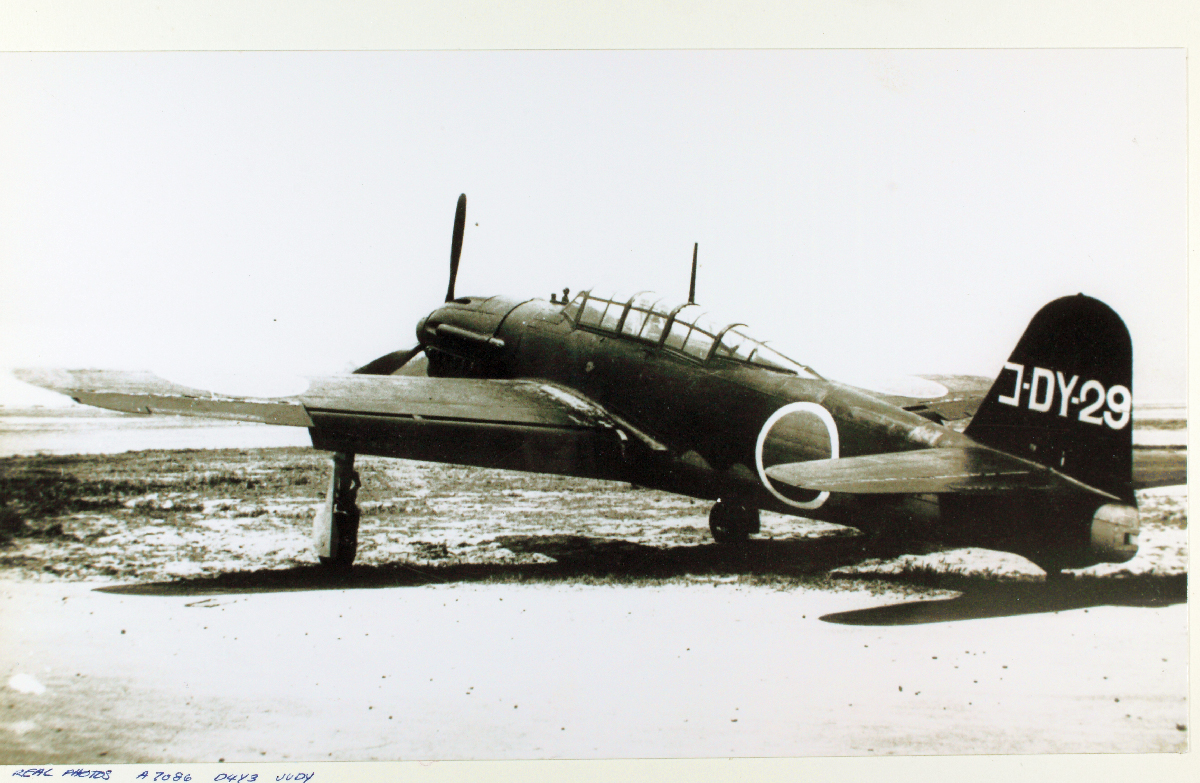
Yokosuka D4Y Suisei.

El Vultee A-31 Vengeance fue desarrollado en los EE. UU. como un bombardero en picado por iniciativa privada para la exportación. Voló por primera vez en marzo de 1941. Tenía un ala con ángulo de incidencia cero, perfecta para picados verticales, ya que no se registraba la elevación producida por las alas o por el plano de cola. Pero tenía que volar con la nariz elevada para mantener el vuelo nivelado, lo que dificultaba los aterrizajes. Francia había encargado 300 unidades, pero ya se había rendido frente a Alemania antes de que pudieran entregarse. La RAF, con la cancelación del Hawker Henley y habiendo advertido el éxito de los Stukas en Polonia, se hizo cargo en su lugar. El avión se consideró demasiado vulnerable frente a los cazas alemanes para su uso en Europa o África del Norte, pero un gran número voló en Birmania desde marzo de 1943 para prestar apoyo cercano a las tropas del general William Slim durante la Campaña de Birmania, bombardeando las rutas de suministro, los puentes y a la artillería de los japoneses. Operó con la Real Fuerza Aérea Australiana y con la Fuerza Aérea India, así como con la RAF. Algunos unidades pertenecieron a las Fuerzas Aéreas del Ejército de los Estados Unidos después del ataque a Pearl Harbor, pero no llegaron a entrar en combate.
Tanto la Armada Imperial Japonesa como la Marina de los Estados Unidos invirtieron un esfuerzo considerable en bombarderos en picado. Japón inició la guerra con un muy buen diseño, el avión embarcado Aichi D3A ("Val"). A medida que avanzaba la guerra, quedó obsoleto debido a su velocidad limitada, condicionada por la insuficiente potencia de su motor y por el negativo efecto aerodinámico de su tren de aterrizaje principal fijo (una deficiencia compartida por el Stuka).
El principal bombardero en picado estadounidense, el Douglas SBD Dauntless, tuvo un rendimiento similar al del D3A Val. A partir de diciembre de 1942, el Dauntless fue reemplazado por el Curtiss SB2C Helldiver más rápido, pero más complejo y propenso a sufrir algunos problemas. Ambos aviones estadounidenses estaban omnipresentes en el Pacífico, con 6000 Dauntlesses y más de 7000 Helldivers construidos. Tanto el SBD como el D3A se utilizaron en Pearl Harbor el 7 de diciembre de 1941. Los japoneses enviaron 54 D3A Val con bombas de 550 lb (249,5 kg) para atacar a los aviones estacionados en Wheeler Army Airfield y en la isla Ford. Un vuelo de 18 Dauntlesses procedentes del USS Enterprise llegó sobre Pearl Harbor justo cuando los japoneses atacaban. Siete fueron derribados y muchos otros destruidos en el suelo en la base de Ewa. En la Batalla del Mar del Coral, los Dauntless acompañados por los torpederos Douglas TBD Devastator, hundieron el portaaviones ligero Shoho y dañaron al portaaviones principal de la flota, el Shōkaku.
El 5 de abril de 1942, los cruceros pesados HMS Cornwall y HMS Dorsetshire dejaban Colombo para dirigirse a la Base Naval de las Indias Orientales, pero habían sido avistados por aviones de reconocimiento japoneses. Fueron atacados por una gran cantidad de Aichi D3A y ambos fueron hundidos. El 9 de abril de 1942 el portaaviones de la Marina Real británica HMS Hermes, escoltado por el destructor HMS Vampire, fue atacado por más de 32 Aichi D3A y ambos fueron hundidos poco antes de que ocho RN FAA Fairey Fulmar del Escuadrón 806 pudieran alcanzarlos. Los Fulmar derribaron cuatro D3A y dañaron otros dos, mientras perdían dos aviones ante los D3A más numerosos.
En la batalla de Midway, librada el 4 de junio de 1942, después de que la mayoría de los torpederos habían sido derribados sin un solo impacto, los Dauntlesses del USS Yorktown (CV-5) y del USS Enterprise (CV-6) encontraron cuatro portaaviones japoneses, coincidiendo con la etapa vulnerable de reabastecimiento de combustible y rearmado de aviones para un segundo ataque. La patrulla aérea de combate de los formidables Mitsubishi A6M Zero se había alejado de allí, persiguiendo a los torpederos y a sus cazas de escolta, dejando el cielo despejado de enemigos. El Soryu y el Kaga se incendiaron en seis minutos, mientras que el Akagi, alcanzado solo una vez, sufrió daños fatales cuando una bomba incendió el combustible y el hangar de las bombas destinados al reabastecimiento de los aviones embarcados.
Poco después, el todavía durante el 4 de junio, los bombarderos en picado del "Yorktown" y del "Enterprise" infligieron daños fatales al cuarto portaaviones japonés, el "Hiryu". En cuestión de horas, la Armada Imperial Japonesa había perdido cuatro de sus portaaviones y muchos pilotos navales experimentados, y Japón tendría serias dificultades para reemplazarlos. Más incursiones de seguimiento de los SBD y SB2U del Midway y de los SBD del Yorktown, Enterprise y del USS Hornet (CV-8) del 5 al 6 de junio hundieron el crucero pesadoMikuma y dañaron gravemente a su barco gemelo, el "Mogami", y a dos destructores de escolta.
Las Fuerzas Aéreas del Ejército de los Estados Unidos usaron una versión del Dauntless con un neumático de rueda de cola diferente y sin gancho de detención, el A-24 Banshee. Cuando eran enviados a Filipinas, se desviaron a Australia para operar desde Charters Towers en Queensland. El Banshee no pudo competir con los Mitsubishi A6M Zero japoneses. El 26 de julio de 1942, se enviaron solo siete Banshee para interceptar un convoy japonés que abastecía a las fuerzas que ocupaban Nueva Guinea. Seis de ellos fueron derribados.
El Yokosuka D4Y Suisei japonés, con nombre en clave Judy, comenzó a reemplazar a los Val, después de un período de desarrollo muy problemático en los portaaviones japoneses más grandes que sobrevivieron a partir de marzo de 1943. Con un elegante fuselaje, tren de aterrizaje retráctil y un potente motor Daimler-Benz DB 601 con licencia, podía superar a los Grumman F4F Wildcat. Para maximizar la velocidad y el alcance, los japoneses habían prescindido del blindaje de protección y de los tanques de combustible autosellables, elementos muy costosos como bien conocía la Marina de los EE. UU. cuando desplegó los nuevos portaaviones de la Clase Essex, cada uno con 36 Grumman F6F Hellcat. La batalla del Mar de Filipinas, acontecida del 19 al 20 de junio de 1944, se pudo considerar un fracaso en cuanto a los portaaviones japoneses alcanzados, pero las pérdidas de aviones Val y Judy y de sus tripulaciones fueron suficientes para terminar con la capacidad de la armada japonesa de atacar por aire hasta el final del conflicto.
A partir de entonces, los ataques se limitaron principalmente a las incursiones de los kamikazes. Los japoneses estaban ahora a la defensiva. La producción industrial de Japón cayó desde un pico en 1942, mientras que la de los EE. UU. aumentó en una cuarta parte en dos años, desde 1942 hasta 1944. La producción japonesa de bombarderos de todo tipo durante la guerra fue tan solo el 16% de la producción de los Estados Unidos.

## Declive

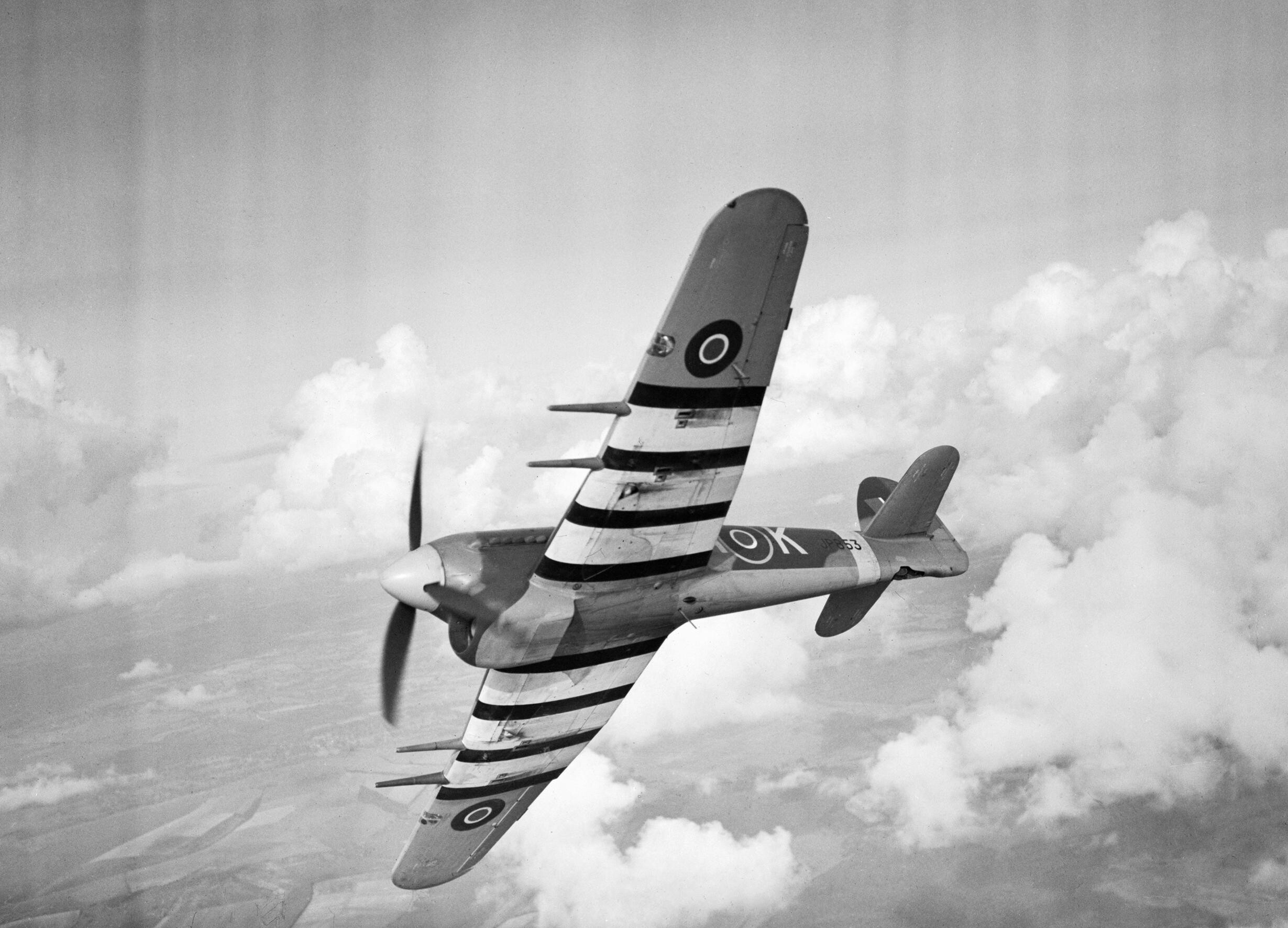
Un Hawker Typhoon.

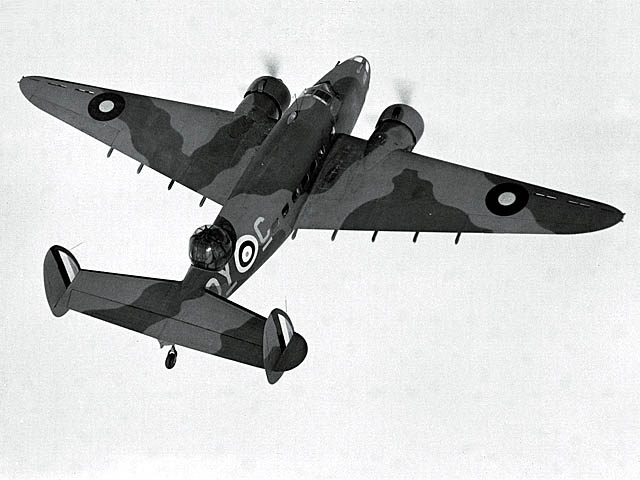
Un Lockheed Hudson.

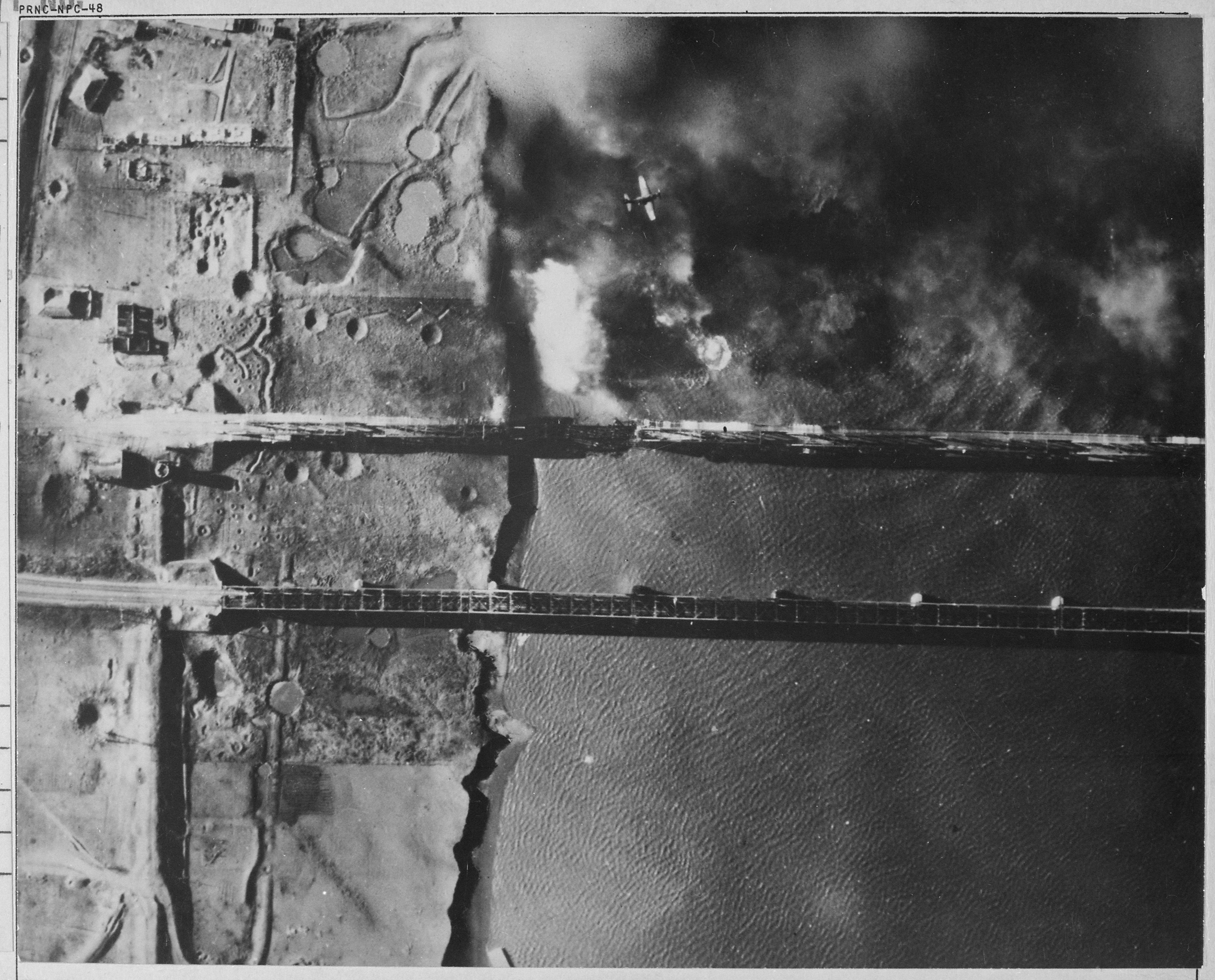
AD-3 de la Marina de los EE. UU., saliendo del picado después de arrojar una bomba de en el lado coreano de un puente que cruza el río Yalu, en Sinuiju, 15 de noviembre de 1950.

Después de la Segunda Guerra Mundial, el aumento de la munición guiada de precisión y las defensas antiaéreas mejoradas, tanto de las posiciones de artillería fija como de los cazas interceptores, llevaron a un cambio fundamental en el bombardeo en picado. Las nuevas armas, como los cohetes, permitieron una mayor precisión desde ángulos de picado más pequeños y desde mayores distancias. Podían instalarse en casi cualquier avión, incluidos los cazas, mejorando su efectividad sin las vulnerabilidades inherentes de los bombarderos en picado, que necesitaban superioridad aérea para operar de manera efectiva.
Cuando la RAF intentaba detener los Panzer del Afrika Korps de Erwin Rommel a principios de 1942, la falta de bombarderos en picado resultó ser un impedimento. Sin embargo, el científico jefe del gobierno británico, Henry Tizard, formó un consejo de expertos que recomendó el uso de cohetes. Un cohete tiene una trayectoria mucho más plana que una bomba, lo que permite que se lance con una precisión razonable desde una inmersión poco profunda, y podía instalarse en aviones existentes. La RAF los utilizó en los Hurricane desde junio de 1942 contra los tanques de Rommel. El ejército británico había utilizado cohetes contra bombarderos de bajo vuelo durante la Batalla de Gran Bretaña al ampliar el tubo de 2 pulgadas (5,1 cm) a 3 pulgadas (7,6 cm) y colocar ojivas de alto explosivo; convirtiéndose en un arma antitanque. El Hawker Typhoon, más poderoso, originalmente desarrollado como caza, demostró ser aún más efectivo, llevando ocho cohetes RP-3 de 60 lb (27,2 kg) y produciendo un efecto similar al de un destructor naval.
El 23 de mayo de 1943, un Fairey Swordfish destruyó el submarino alemán U-752 en el Atlántico, y cinco días después, un Lockheed Hudson del Comando de Costas de la RAF hundió el U-755 en el Mediterráneo. Estos cohetes estaban equipados con púas de hierro y se disparaban con un ángulo poco pronunciado hacia el mar. Una vez bajo el agua, se curvaban hacia arriba y perforaban el casco de presión por debajo de la línea de flotación, inutilizando o hundiendo el submarino.
El Instituto de Tecnología de California desarrolló para la Marina de los EE. UU. un cohete aéreo de alta velocidad (HVAR) con un diámetro de 5 pulgadas (12,7 cm) y con una ojiva de 24 libras (10,9 kg). Se llevó a Europa para su uso en el desembarco de Normandía y luego sería utilizado por los aviones de la Armada en el Pacífico. En enero de 1943, los pilotos estadounidenses que habían estado volando en el Eagle Squadron de la RAF antes de que Estados Unidos entrara en la guerra, pasaron de pilotar los Spitfire a los P-47 Thunderbolt para formar el 4.º Grupo de Cazas Aéreos de la USAAF. Con más de 4 toneladas largas (4,1 t) sin carga, el P-47 era uno de los cazabombarderos monomotores más grandes de la guerra, y podía armarse con diez cohetes HVAR de 5 pulgadas (12,7 cm).
A finales de 1944, la RAF ya podía alcanzar objetivos estacionarios con mayor precisión desde mayores alturas, infligiendo mucho más daño con menos riesgo. El 12 de noviembre de 1944, dos bombas Tallboy de 5 toneladas largas (5,1 t) lanzadas por los Avro 683 Lancaster desde 25 000 pies (7620,0 m), alcanzaron al acorazado alemán Tirpitz a velocidades supersónicas, hundiéndolo. A la Tallboy, desarrollada por el diseñador de Vickers Barnes Wallis, le siguió otra de sus creaciones, la bomba sísmica Grand Slam de 10 toneladas largas (10,2 t), aún más grande, que se usó para destruir viaductos y puentes, objetivos que anteriormente solo podían dañarse con bombardeos en picado. Wallis también diseñó una bomba que rebotaba sobre el agua, utilizada para destruir las presas de Eder y Moehne, que debían ser atacadas repetidamente en el mismo punto por debajo del nivel del agua para derruirlas, pero que tenían redes para protegerse de los torpedos.
Más adelante, los pilotos del Pacífico desarrollaron una técnica de bombardeo con saltos, que requería volar a baja cota y arrojar una bomba convencional de punta esférica sobre la superficie del mar en un ángulo poco profundo, que luego rebotaba varias veces hasta alcanzar el costado de un barco enemigo.
Aunque los nuevos aviones aún podían volar en picado hacia sus objetivos, ya no estaban optimizados para este tipo de ataque. Esfuerzos pioneros como el Fritz X de la Luftwaffe y el Azon de la USAAF, sirvieron para que las bombas de trayectoria controlada evolucionaran hasta convertirse en las bombas inteligentes. Se puede lanzar una bomba lejos de las defensas aéreas de un objetivo utilizando un sistema de guía para alcanzar un objetivo, lo que garantiza una mayor precisión y minimiza el riesgo para la tripulación.
Los motores de reacción permiten volar a velocidades más altas, haciendo posible el "toss bombing", un método de bombardeo en picado inverso, en el que un avión que se está elevando desde una cota baja arroja una bomba, lanzándola hacia arriba como si fuera el proyectil de un obús.